# Ван де Верве де Ворсселлаэр, Андре
Андре ван де Верве де Ворсселлаэр (André Van De Werve De Vorsselaer, 10 апреля 1908 — 6 октября 1984) — бельгийский фехтовальщик, призёр чемпионатов мира и Олимпийских игр.
Родился в 1908 году в Антверпене. В 1936 году на Олимпийских играх в Берлине стал 5-м в командном первенстве на рапирах. В 1947 году стал бронзовым призёром чемпионата мира в командном первенстве на рапирах. В 1948 году на Олимпийских играх в Лондоне завоевал бронзовую медаль в командном первенстве на рапирах.